# Semblançay
Semblançay és un municipi francès, situat al departament de l'Indre i Loira i a la regió de Centre – Vall del Loira. L'any 2007 tenia 2.000 habitants.

## Demografia

### Població
El 2007 la població de fet de Semblançay era de 2.000 persones. Hi havia 679 famílies, de les quals 136 eren unipersonals (66 homes vivint sols i 70 dones vivint soles), 202 parelles sense fills, 310 parelles amb fills i 31 famílies monoparentals amb fills.
La població ha evolucionat segons el següent gràfic:
Habitants censats

### Habitatges
El 2007 hi havia 739 habitatges, 690 eren l'habitatge principal de la família, 22 eren segones residències i 27 estaven desocupats. 706 eren cases i 32 eren apartaments. Dels 690 habitatges principals, 565 estaven ocupats pels seus propietaris, 107 estaven llogats i ocupats pels llogaters i 18 estaven cedits a títol gratuït; 4 tenien una cambra, 24 en tenien dues, 64 en tenien tres, 157 en tenien quatre i 441 en tenien cinc o més. 542 habitatges disposaven pel capbaix d'una plaça de pàrquing. A 218 habitatges hi havia un automòbil i a 438 n'hi havia dos o més.

### Piràmide de població
La piràmide de població per edats i sexe el 2009 era:
| Homes | Edats   | Dones |
| ----- | ------- | ----- |
| 4     | 95 o +  | 4     |
| 0     | 90 a 94 | 24    |
| 8     | 85 a 89 | 20    |
| 0     | 80 a 84 | 4     |
| 24    | 75 a 79 | 32    |
| 20    | 70 a 74 | 20    |
| 32    | 65 a 69 | 40    |
| 36    | 60 a 64 | 36    |
| 28    | 55 a 59 | 32    |
| 48    | 50 a 54 | 28    |
| 72    | 45 a 49 | 72    |
| 96    | 40 a 44 | 68    |
| 92    | 35 a 39 | 88    |
| 60    | 30 a 34 | 52    |
| 40    | 25 a 29 | 32    |
| 44    | 20 a 24 | 36    |
| 68    | 15 a 19 | 48    |
| 76    | 10 a 14 | 60    |
| 88    | 5 a 9   | 84    |
| 24    | 0 a 4   | 48    |

## Economia
El 2007 la població en edat de treballar era de 1.279 persones, 1.005 eren actives i 274 eren inactives. De les 1.005 persones actives 949 estaven ocupades (516 homes i 433 dones) i 56 estaven aturades (30 homes i 26 dones). De les 274 persones inactives 87 estaven jubilades, 123 estaven estudiant i 64 estaven classificades com a «altres inactius».

### Ingressos
El 2009 a Semblançay hi havia 703 unitats fiscals que integraven 1.954 persones, la mediana anual d'ingressos fiscals per persona era de 19.815 €.

### Activitats econòmiques
Dels 68 establiments que hi havia el 2007, 2 eren d'empreses extractives, 4 d'empreses alimentàries, 1 d'una empresa de fabricació de material elèctric, 1 d'una empresa de fabricació d'altres productes industrials, 15 d'empreses de construcció, 14 d'empreses de comerç i reparació d'automòbils, 1 d'una empresa de transport, 6 d'empreses d'hostatgeria i restauració, 2 d'empreses d'informació i comunicació, 1 d'una empresa financera, 5 d'empreses de serveis, 11 d'entitats de l'administració pública i 5 d'empreses classificades com a «altres activitats de serveis».
Dels 18 establiments de servei als particulars que hi havia el 2009, 1 era una oficina de correu, 1 taller de reparació d'automòbils i de material agrícola, 2 paletes, 3 guixaires pintors, 2 fusteries, 3 lampisteries, 1 electricista, 2 perruqueries i 3 restaurants.
Dels 4 establiments comercials que hi havia el 2009, 1 era una botiga de més de 120 m², 1 una botiga de menys de 120 m², 1 una fleca i 1 una sabateria.
L'any 2000 a Semblançay hi havia 25 explotacions agrícoles que ocupaven un total de 1.012 hectàrees.

## Equipaments sanitaris i escolars
L'únic equipament sanitari que hi havia el 2009 era una farmàcia.
El 2009 hi havia una escola elemental.

## Poblacions properes
El següent diagrama mostra les poblacions més properes.